# 일본국 헌법 제93조
일본국 헌법 제93조(일본어: 日本国憲法第93条)은 일본국 헌법 제8장 "지방 자치"의 조문 중 하나이다. 지방 자치 단체의 의회와 장(長)의 직접 선거에 대해 규정하고 있다.

## 조문
일본국 헌법 제93조
① 지방 자치 단체에는 법률이 정하는 바에 의하여 그 의사 기구로서 의회를 설치한다.
② 지방 자치 단체의 장(長), 그 의회의 의원 및 법률이 정하는 그 외 공무원은 그 지방 자치 단체의 주민이 직접 이를 선거한다.

## 해설
지방 자치 단체의 장(長)과 지방 의회 의원은 해당 지방 자치 단체의 주민이 이를 직접 선출한다고 규정하였다. 따라서 의원내각제를 채택하여 입법부와 행정부의 민주적 정당성이 일원화되어 있는 중앙 정부와는 달리 지방자치단체장과 지방의회는 서로 분립하여 민주적 정당성이 이원화되어 있다.